# Championnat du Nicaragua de football 1990
 (septembre 2017).
Si vous disposez d'ouvrages ou d'articles de référence ou si vous connaissez des sites web de qualité traitant du thème abordé ici, merci de compléter l'article en donnant les références utiles à sa vérifiabilité et en les liant à la section « Notes et références ».
Navigation
Saison précédente Saison suivante
La Primera División 1990 est la quarante-septième édition de la première division nicaraguayenne.
Lors de ce tournoi, le Diriangén FC a tenté de conserver son titre de champion du Nicaragua face aux meilleurs clubs nicaraguayens.
Seulement deux places étaient qualificatives pour la Coupe des champions de la CONCACAF.

## Bilan du tournoi
| Tableau d'Honneur |                 |
| Compétition       | Vainqueur       |
| Primera División  | América Managua |

| Qualifications continentales 1990-1991 |                                |
| Coupe des champions de la CONCACAF     | Qualifiés                      |
| Premier tour de qualification          | América Managua Real Estelí FC |

| Promotions et relégations   |               |
| Relégué en Segunda División | Xilotepelt FC |
| Promu de Segunda División   | Inconnu       |